# Riolus cupreus
Riolus cupreus är en skalbaggsart som först beskrevs av Müller 1806.  Riolus cupreus ingår i släktet Riolus, och familjen bäckbaggar. Arten är reproducerande i Sverige.